# Acilisene
Acilisene (łac. Diocesis Acilisenus) – stolica historycznej diecezji w Cesarstwie rzymskim (prowincja Armenia III). Wzmiankowana pierwszy raz w V wieku. Współcześnie leży w Turcji i jest katolickim biskupstwem tytularnym (nieobsadzonym od 1972).

## Biskupi tytularni
| Lp. | Biskup                         | Funkcja                                                     | Od               | Do               |
| --- | ------------------------------ | ----------------------------------------------------------- | ---------------- | ---------------- |
| 1   | Cyrille Jean Zohrabian OFMCap. | biskup pomocniczy ormiańskiego patriarchatu Cylicji (Liban) | 29 sierpnia 1940 | 20 września 1972 |